# Luigi Dal Cin
Luigi Dal Cin (ur. w 1966 w Ferrarze) – włoski pisarz, tworzący literaturę dla dzieci i młodzieży.

## Życiorys
Zadebiutował w 1999 opowiadaniem La festa della Luna. Jest autorem ponad stu publikacji dla dzieci i młodzieży. Jego książki zostały przetłumaczone na kilkanaście języków. W 2013 otrzymał prestiżową włoską nagrodę Premio Andersen w kategorii „Najlepsza książka dla dzieci w wieku 6-9 lat” za W lesie Baby Jagi. Baśnie rosyjskie (Nel bosco della Baba Jaga. Fiabe dalla Russia). W 2017 został uhonorowany nagrodą Premio Troisi. Uczy pisarstwa kreatywnego na Akademii Sztuk Pięknych w Maceracie (Accademia di Belle Arti di Macerata) oraz w Scuola Holden. Zasiada w kapitułach nagród literackich, między innymi Premio di Letteratura per Ragazzi di Cento, jest przewodniczącym kapituły Premio Letterario Nazionale Uniti per Crescere. W Polsce jego utwory ukazują się staraniem wydawnictwa Słowne.

## Polskie przekłady
Luigi Dal Cin, Na skrzydłach kondora. Bajki z Chile (Sulle ali del condor. Fiabe dal Cile), tłum. Ewa Nicewicz, Słowne, Warszawa 2021.
Luigi Dal Cin, Głos tam-tamów. Bajki z Afryki (Le voci dei Tam tam. Dieci fiabe dall’Africa), tłum. Ewa Nicewicz, Słowne, Warszawa 2021.
Luigi Dal Cin, W rytm zaklęć. Bajki brazylijskie (A ritmo d’incanto. Fiabe dal Brasile), tłum. Ewa Nicewicz, Słowne, Warszawa 2021.
Luigi Dal Cin, Jedwabne wątki. Baśnie z Dalekiego Wschodu (Favolosi intrecci di seta. Fiabe dall’Estremo Oriente), tłum. Ewa Nicewicz, Słowne, Warszawa 2021.
Luigi Dal Cin, W lesie Baby Jagi. Baśnie rosyjskie (Nel bosco della Baba Jaga. Fiabe dalla Russia), tłum. Ewa Nicewicz, Słowne, Warszawa 2021.